# Cordioniscus kalimnosi
Cordioniscus kalimnosi är en kräftdjursart som beskrevs av Mikhail P. Andreev 1997. Cordioniscus kalimnosi ingår i släktet Cordioniscus och familjen Styloniscidae. Inga underarter finns listade i Catalogue of Life.